# Roridomyces subglobosus
Roridomyces subglobosus är en svampart som först beskrevs av Berk. & M.A. Curtis, och fick sitt nu gällande namn av Rexer 1994. Roridomyces subglobosus ingår i släktet Roridomyces och familjen Mycenaceae.   Inga underarter finns listade i Catalogue of Life.